# 루이지 에이나우디
루이지 에이나우디(이탈리아어: Luigi Einaudi, 1874년 3월 24일 ~ 1961년 10월 30일)는 이탈리아의 정치인, 경제학자이다. 1948년부터 1955년까지 제2대 대통령을 역임하였고, 퇴임 후 종신 상원의원을 지냈다.

## 약력
루이지 에이나우디는 카루에서 태어났다. 리체오 클라시코 카보우르(Liceo Classico Cavour)에서 고등 교육을 받았다. 대학 시절 사회주의자들을 만났으며 사회주의 계열의 잡지사와 협력하게 되었다. 1895년, 재정상의 어려움을 극복하고 법률학 학위를 딴 채 졸업했다. 그는 훗날 토리노 대학교, 토리노 폴리테크닉 대학교, 그리고 밀라노의 보코니 대학교의 교수가 되었다.

## 정치 활동
20세기 초반에 들어서 에이나우디는 점점 보수적으로 바뀌었다. 1919년 그는 이탈리아 왕국의 상원의원으로 지명되었다. 이 시기 그는 이탈리아의 유명 언론사인 라 스탐파(La Stampa), 코리에레 델라 세라(Corriere della Sera) 등지에서 언론인으로 활동했다. 반파시스트 활동가로서, 에이나우디는 1926년부터 언론인 활동을 중단했지만, 파시즘 체제 붕괴 이후인 1943년 다시 활동하기 시작했다. 휴전(1943년 9월 8일)이후 그는 스위스로 도피했지만, 이듬해 귀국하였다.
1945년 1월 5일부터 1948년 5월 11일까지 그는 이탈리아 은행의 총재였다. 그는 또한 콘술타 나치오날레(Consulta Nazionale)의 창립자 중 하나였다. 이것은 제2차 세계대전이 끝난 뒤 이탈리아 공화국이 설립되면서 이탈리아 의회가 된다. 그는 훗날 재정부 장관, 재무부 장관 등이 되었고 1947년부터 1948년까지 부총리였다.

## 대통령
의회는 당시 대통령이던 엔리코 데 니콜라(Enrico De Nicola)에게 1948년 대선에 출마할 것을 권했다. 하지만 데 니콜라는 출마하지 않기로 하였고, 이에 따라 에이나우디가 대통령으로 당선되어 1955년까지 재직하였다. 그는 대통령의 임기를 7년으로 규정하는 이탈리아에서, 최초로 7년 임기를 모두 채운 인물이 되었다. 1955년 임기 종료와 함께, 종신 상원의원이 되었다. 에이나우디는 다양한 문화, 경제, 대학 기관에서 활동하기도 했다. 그는 열렬한 유럽 연방주의 지지자였다.
에이나우디는 개인적으로 돌리아니(Dogliani)에 위치한 자신의 농장에서 네비올로 와인을 생산하면서 이탈리아의 농업을 개발하였다. 에이나우디가 대통령으로 재직하던 1950년, 칸디도(Candido)는 대통령의 주변에 거대한 네비올로 와인이 여러 병 있는 그림을 그려 왕실을 풍자하기도 했다(사진). 이 그림은 법원으로부터 모독죄 판결을 받았고, 관리자였던 조바니노 구아레스키(Giovannino Guareschi)는 이에 책임을 물어야만 했다.
에이나우디는 1961년 10월 30일, 로마에서 조용히 눈을 감았다. 향년 87세.

## 가족
아들인 줄리오 에이나우디(Giulio Einaudi)는 이탈리아의 유명한 출판업자이며 손자인 루도비코 에이나우디(Ludovico Einaudi)는 이탈리아의 현대 음악 작곡가이자 피아노 연주자이다.
또다른 아들인 마리오 에이나우디(Mario Einaudi)는 코넬 대학교의 교수이며 반파시스트 활동가이다. 마리오 에이나우디 센터는 그의 이름을 딴 것이다. 추가로, 토리노의 폰다치오네 루이지 에이나우디는 그가 창설한 것이다.